# Zygopleurage
Zygopleurage — рід грибів родини Lasiosphaeriaceae. Назва вперше опублікована 1962 року.

## Види
База даних Species Fungorum станом на 20.10.2019 налічує 3 види роду Zygopleurage:
- Zygopleurage faiyumensis N.Lundq., 1969
- Zygopleurage multicaudata Mirza, 1968
- Zygopleurage zygospora (Speg.) Boedijn, 1962